# The Ripping Friends
The Ripping Friends ist eine kanadisch-US-amerikanische Zeichentrickserie, die von dem kanadischstämmigen Künstler und Animator John Kricfalusi und seinem Partner Jim Smith erdacht wurde und am 7. September 2001 auf dem kanadischen Sender Teletoon Premiere hatte. Die Serie lief über dreizehn Folgen bis ins Jahr 2002 und wurde nicht fortgesetzt.

## Inhalt
The Ripping Friends ist eine Superheldenparodie. Erzählt werden die Abenteuer der Helden Crag, Rip, Slab und Chunk, deren Superkräfte lediglich aus ihrer Fähigkeit bestehen, große Schmerzen aushalten zu können. Ein Großteil des Humors entsteht aus stereotypen Gefahrensituationen, die durch überzeichnete Versionen bekannter Superschurken ausgelöst und durch die Inkompetenz der Helden noch verschlimmert werden. Diese müssen immer absurdere Schwierigkeiten meistern und größere Belastungen aushalten. Eine wiederkehrende Nebenfigur ist der von Kricfalusi bereits für frühere Projekte erfundene „Jimmy The Idiot Boy“.

## Produktion und Veröffentlichung
Die Serie wurde 2001 von Helix Animation und Spümcø nach einem Konzept von John Kricfalusi und Jim Smith produziert. Die Musik komponierte Steve London.
Die Erstausstrahlung fand ab dem 7. September 2001 bei Teletoon in Kanada statt und lief bis zum 26. Januar 2002. Ab dem 8. September folgte die Ausstrahlung bei Fox Kids in den USA, später folgten Wiederholung bei Cartoon Network. CNX strahlte die Serie in Großbritannien aus, in Kanada wurde auch eine französischsprachige Fassung gesendet.

## Synchronisation
| Rolle | englischer Sprecher |
| ----- | ------------------- |
| Chunk | Michael Kerr        |
| Rip   | Mike MacDonald      |
| Slab  | Merwin Mondesir     |
| Crag  | Mark Dailey         |